# Lennart Lindgren
Lennart Lindgren   (Malmö, 14 d'abril de 1915 - Malmö, 26 d'abril de 1952) fou un atleta suec, especialista en curses de velocitat, que va competir durant les dècades de 1930 i 1940.
A nivell internacional el 1936 va prendre part en els Jocs Olímpics d'Estiu de Berlín, on disputà dues proves del programa d'atletisme. En ambdues quedà eliminat en sèries. El 1938, al Campionat d'Europa d'atletisme, va guanyar una medalla de plata en els 4x100 metres relleus, formant equip amb Gösta Klemming, Lennart Strandberg i Åke Stenqvist.
A nivell nacional guanyà el campionat suec dels 100 metres de 1939, el dels 4x100 metres de 1934 a 1939 i el dels 4x400 metres de 1938.

## Millors marques
- 100 metres. 10.7" (1936)
- 200 metres. 21.8" (1938)[5]